# Zeppelin E 4/20
Die Zeppelin-Staaken E 4/20 war ein deutsches Verkehrsflugzeug der Zeppelin-Werke GmbH Staaken aus der Zeit nach dem Ersten Weltkrieg. Es konnte bis zu 18 Passagiere aufnehmen und war das weltweit erste viermotorige Verkehrsflugzeug in Ganzmetallbauweise. Auf Anweisung der Interalliierten Kontrollkommission wurde es im November 1922 abgewrackt.

## Geschichte

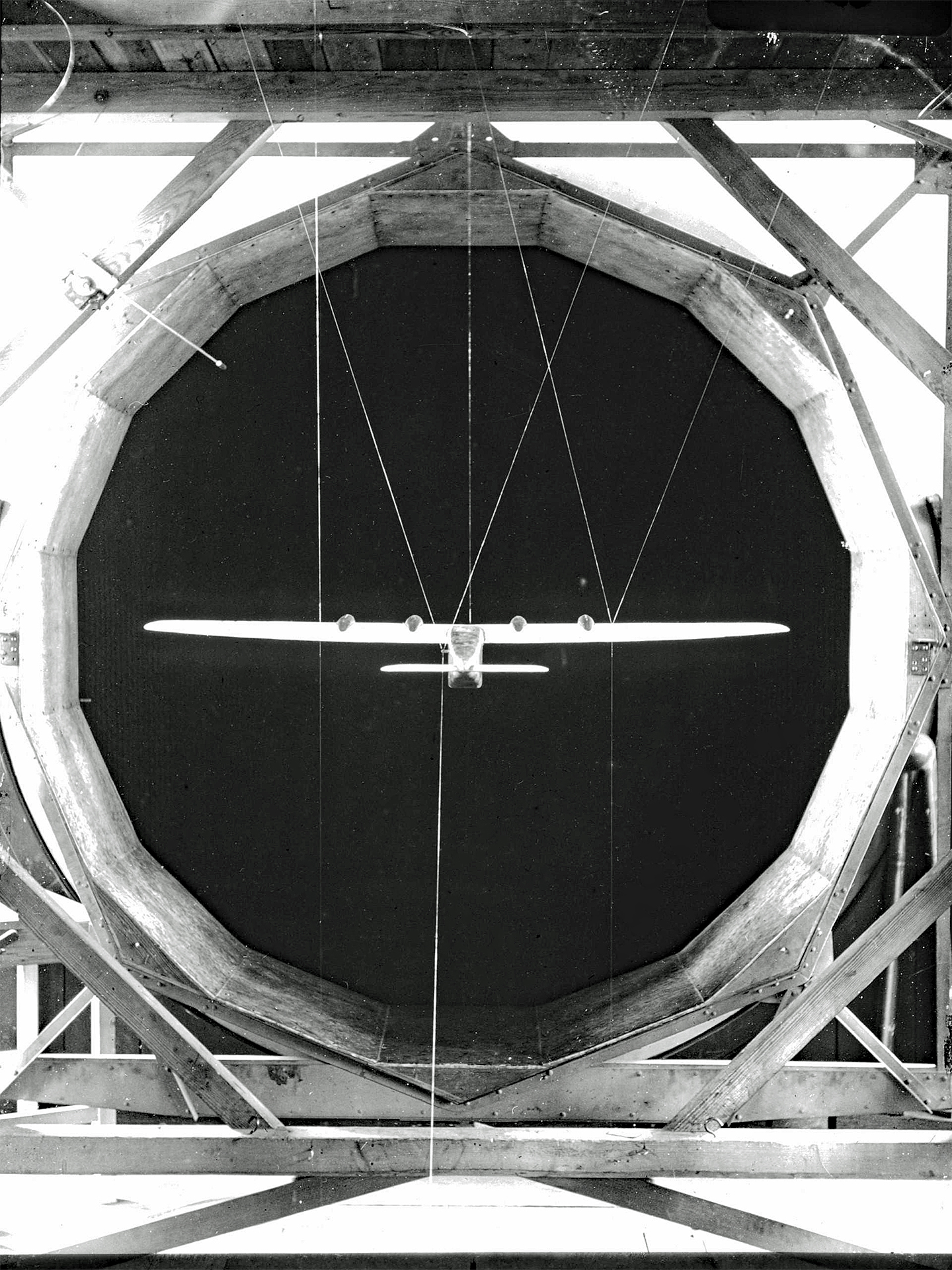
Das Modell der E 4/20 im Windkanal 1 der Aerodynamischen Versuchsanstalt (AVA) in Göttingen, 1919

Bereits während des Ersten Weltkrieges hatten die Zeppelin-Werke in Staaken mehrmotorige Bomber entwickelt und hergestellt. Auf diesen Erfahrungen aufbauend entwarf der 1917 von den Zeppelin-Werken in Seemoos nach Staaken gewechselte Adolf Rohrbach nach einem vom Zeppelin-Generaldirektor Alfred Colsman im Mai 1919 erteilten Auftrag ein viermotoriges Ganzmetallflugzeug für den Passagiertransport, wobei er sich allerdings von der bisher angewandten Doppeldecker-Gemischtbauweise ab- und hin zum Eindecker aus Metall wandte. Eine Forderung beinhaltete den Erhalt der Flugfähigkeit im Zweimotorenflug bei voller Zuladung. Der Prototyp war im September 1920 fertiggestellt und absolvierte am 9. November 1920 mit Carl Kuring seinen Erstflug. Bei den anschließenden Flugtests konnte eine Höchstgeschwindigkeit von 225 km/h und bei gedrosselten Antrieben noch 211 km/h erreicht werden. Die Erprobung war so erfolgreich, dass Colsmann bereits einen Einsatz auf der Strecke Friedrichshafen–Berlin ab Ende 1920 plante. Die Interalliierte Kontrollkommission, die den Bau und die Erprobung der E 4/20 kritisch überwachte, sah jedoch in der E 4/20 ein getarntes Bombenflugzeug und ordnete, da aufgrund des Versailler Vertrages dem Deutschen Reich der Bau von Militärflugzeugen untersagt war, schließlich am 21. November seine Zerstörung an. Eine ungewünschte Konkurrenz des fortschrittlichen Musters gegenüber alliierten Konstruktionen trug sicherlich zu dieser Entscheidung bei. Auf ihre Anordnung hin wurde das Flugzeug im November 1922 verschrottet.

## Konstruktion

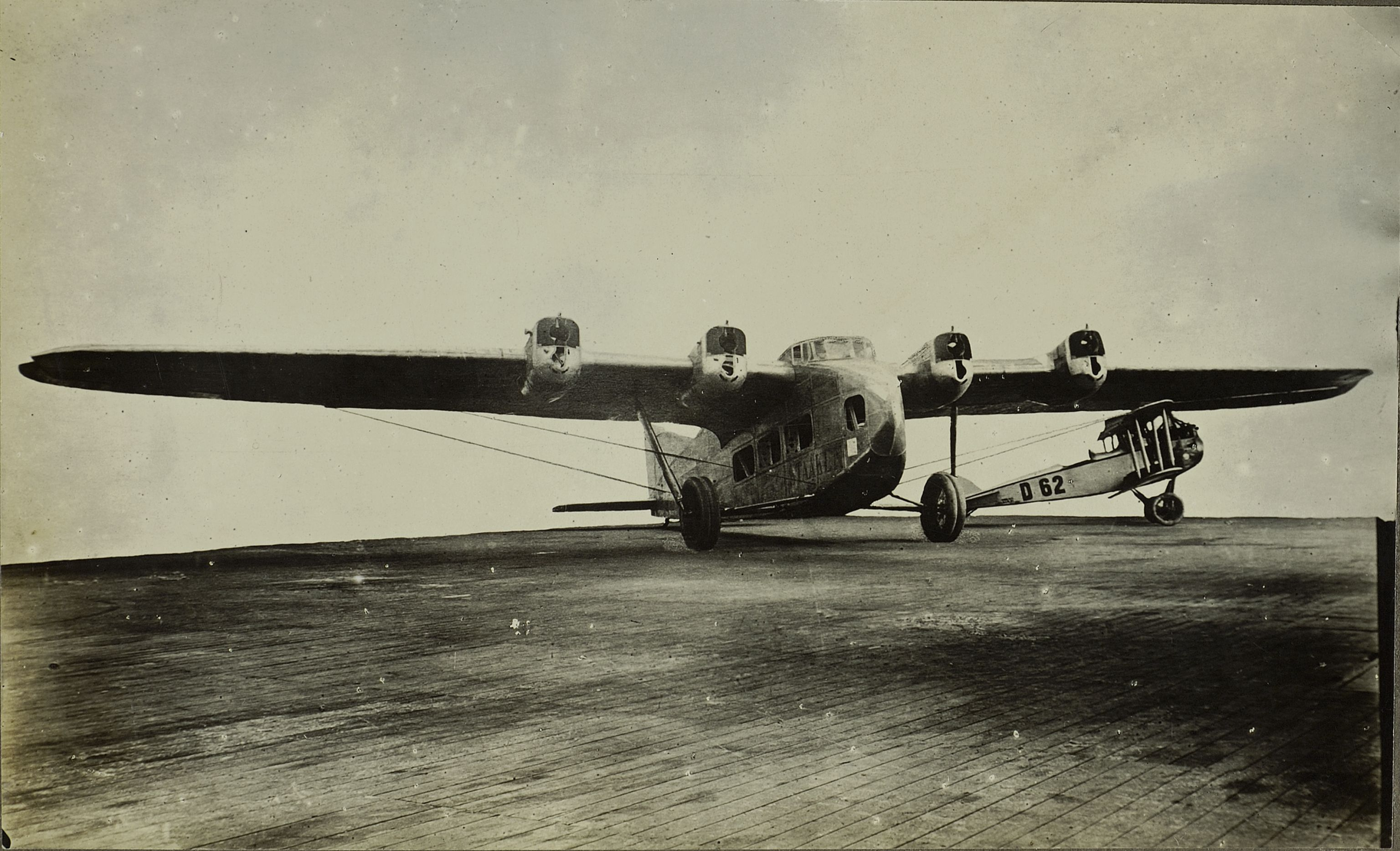
Das Cockpit mit Glasverkleidung

Die E 4/20 war ein Ganzmetallflugzeug und als freitragender Schulterdecker ausgelegt. Die tragende Außenhaut bestand aus glatten Duraluminiumblechen mit aufgenieteten Versteifungen und eingelassenen Querwänden zur Innenversteifung. Um Gewicht zu sparen, hatten die Tragflächen erstmals als Hohlkörper ausgebildete Kastenholme mit Verstärkungen aus Fachwerkrippen erhalten. Da deren Festigkeit noch nicht ausreichend bekannt war, verlief von der Flügelunterseite zum Rumpf auf jeder Seite ein Kabel zum Abfangen der Schwingungen. Die vier Sechszylinder-Reihenmotoren von Maybach waren in die Tragflächen eingelassen, die ihrerseits mit Kriechgängen ausgestattet waren, von denen aus ein Mechaniker die Motoren während des Fluges beobachten und reparieren konnte.
Das Cockpit befand sich oberhalb der Passagierkabine und verfügte über Doppelsteuerung. Das Gepäckabteil wurde durch eine auf der Oberseite des Flugzeugs angebrachte Luke beladen.
Die Fluggastkabine bot auf Kurzstrecken Platz für maximal 18 Personen. Für längere Flugzeiten waren zwölf Sitze vorgesehen. Außerdem war im hinteren Bereich ein Waschraum mit Toilette sowie ein Stauraum für das Gepäck  und die Funkanlage vorhanden. Im Bugbereich befand sich ein Aussichtsrraum mit einer kleinen Bordküche. 
Die Ruder des Leitwerks sowie die in die Tragflächen eingelassenen Querruder waren aerodynamisch ausgeglichen. Das starre Fahrwerk bestand aus den durch Schwingachsen verbundenen und mit Teleskopstangen zum Rumpf hin angelenkten Haupträdern sowie einem Schleifsporn am Heck.

## Technische Daten

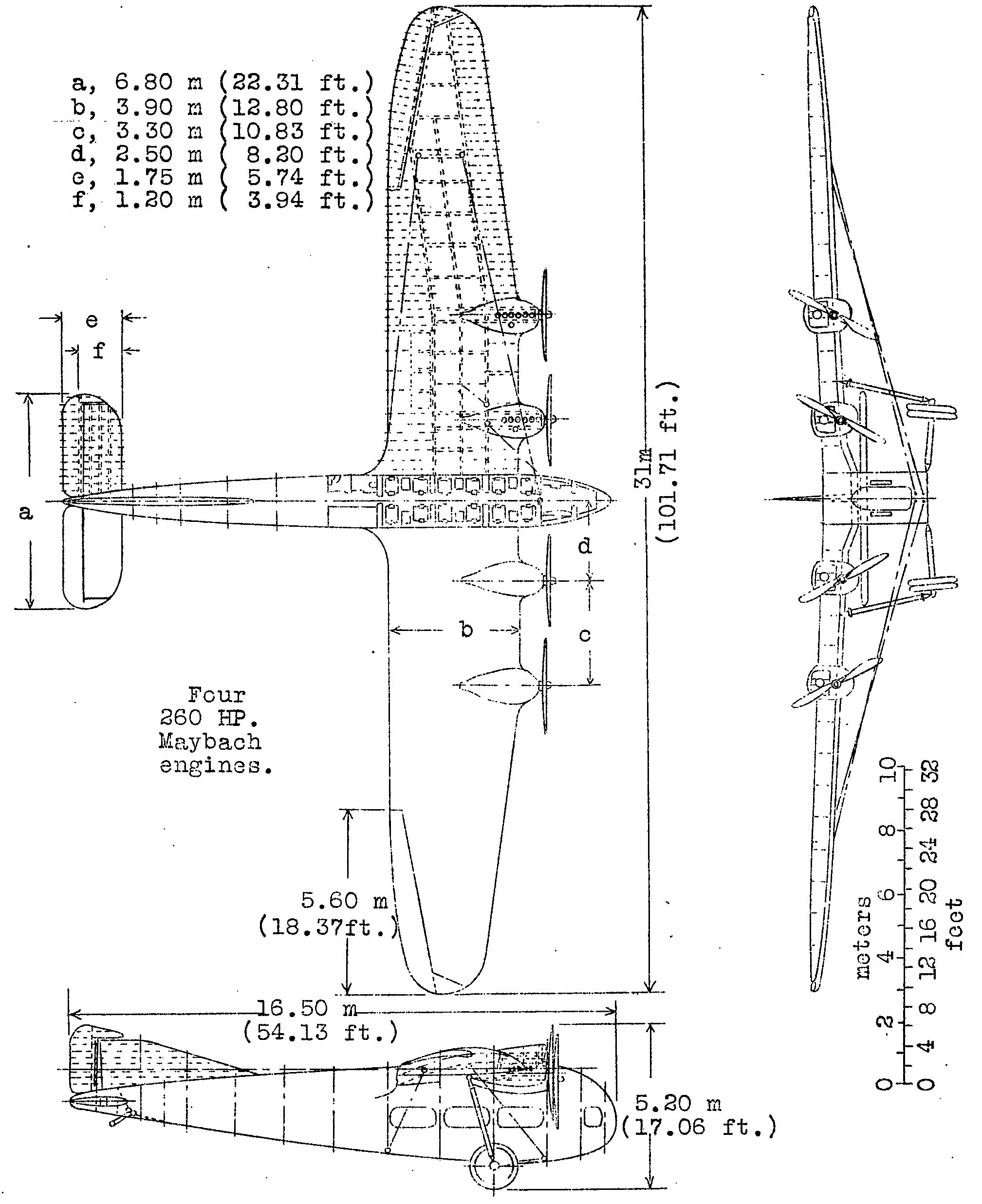
Dreiseitenansicht

| Kenngröße             | Daten                                                                    |
| --------------------- | ------------------------------------------------------------------------ |
| Besatzung             | 3                                                                        |
| Passagiere            | 12–18                                                                    |
| Länge                 | 16,50 m                                                                  |
| Spannweite            | 31,00 m                                                                  |
| Höhe                  | 4,50 m                                                                   |
| Flügelfläche          | 106 m²                                                                   |
| Flügelstreckung       | 9,1                                                                      |
| Flächenbelastung      | 80,18 kg/m²                                                              |
| Leistungsbelastung    | 8,17 kg/PS (11,12 kg/kW) 9,81 PS/m² (7,20 kW/m²)                         |
| Leermasse             | 6072 kg                                                                  |
| Rüstmasse             | 7522 kg                                                                  |
| Nutzlast              | 978 kg                                                                   |
| Zuladung              | 2428 kg                                                                  |
| Startmasse            | 8500 kg                                                                  |
| Triebwerke            | vier 6-Zylinder-Reihenmotoren Maybach Mb IVa mit jeweils 191 kW (260 PS) |
| Höchstgeschwindigkeit | 225 km/h in Bodennähe                                                    |
| Reisegeschwindigkeit  | 200 km/h in Bodennähe                                                    |
| Landegeschwindigkeit  | 110–130 km/h                                                             |
| Steiggeschwindigkeit  | 3,00 m/s                                                                 |
| Dienstgipfelhöhe      | 5500 m                                                                   |
| Reichweite            | 1200 km                                                                  |
| max. Flugzeit         | 6 h                                                                      |
| Startrollstrecke      | 150 m                                                                    |
| Landerollstrecke      | 200 m                                                                    |